# Miseriebocht
De Miseriebocht is een natuurgebied ten westen van de tot de West-Vlaamse gemeente Beernem behorende plaats Sint-Joris. Het gebied wordt beheerd door Natuurpunt.
De Miseriebocht was een bocht in het kanaal Gent-Brugge. Het bochtige traject van dit kanaal ter plaatse kwam voort uit het feit dat de bodem hier zijn hoogste punt bereikte en de rug moeilijk te doorgraven was vanwege veldsteenbanken. Door de hoge ligging is er ook een hoge oever. In de jaren '80 van de 20e eeuw werd het kanaal verbreed en werden bochten afgesneden.
Het schiereiland tussen de afgesneden kanaalarm en de nieuwe loop van het kanaal vormt een natuurgebied, waar planten van schrale zandgronden, zoals gaspeldoorn, te vinden zijn, evenals brem en sleedoorn. Vanaf de hoge oevers kan men onder meer de ijsvogel waarnemen.
De Miseriebocht is toegankelijk voor wandelaars.